# トランス (音楽)

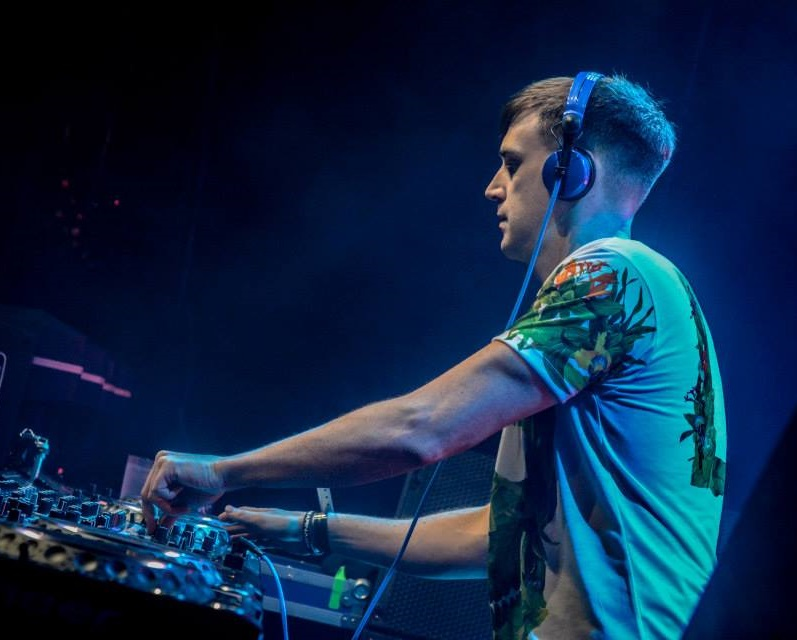
トランスのDJおよび作曲家の一人 Bryan Kearney（ブライアン・カーニー）

トランス（英: trance）は、ハウスから派生したEDMの一種である。125~145BPM付近で、短いシンセサイザーの旋律を際限なく繰り返し、うねるようなサウンドが特徴である。その反復されるリズムやメロディーが、さも脳内の感覚が幻覚や催眠を催す「トランス状態」に誘うかのようであることからトランスと呼ばれている。主にクラブシーンやレイヴパーティーなどで、DJによって再生される。トランスの中には2つの大きな流れがある。

## 歴史
ダンスミュージックとしてのトランスは、1980年代中期にアシッド・ハウスから派生した。ハウスから派生したのかテクノから派生したのかは判断が難しいが、テクノ組のトランス参入は中期以降である。有名なDJには、Armin van Buuren（アーミン・ヴァン・ビューレン）、Tiësto（ティエスト）、Barthezz（バルテーズ）らがいる。
イビサ島やゴアは、トランス、テクノの聖地であり、ヒッピー、ドラッグ・カルチャーの発信基地としても有名である。トランスミュージックは、主に西ヨーロッパを中心に流行しているトランスと、ゴアに始まって世界規模で流行しているサイケデリックトランスがあり、これらは互いに影響しながら異なった変化を遂げた。ドイツのフランクフルトで誕生したトランスは隣国ベルギーのニュービートなどから強く影響を受け、リズミカルなドラムパターンや叙情的なメロディを持っており、現在のトランスミュージックの基礎を作った。また、1990年代初頭からインド西海岸のゴアに持ち込まれたドイツ、ベルギーを初めとするハードコアテクノやジャーマントランスなどが、1993年から1994年頃ゴアトランスに発展した。
2010年代半ばより、Eddie Bitar や Sean Tyas、Talla 2XLCなどのアップリフティングトランスのアーティストが、サイケデリックの要素を取り入れたり、サイケデリックトランスの制作と並行したりするようになった。また、Vertical Mode や Waio、Ilai などのサイケデリックトランスのアーティストが、アップリフティングトランスやテックトランスのリミックスを行うなど、サイケデリックトランスとそれ以外の間で再融合がなされた。
日本では2000年代以降、avexが「サイバートランス」として大きく取り上げ、当時の若者文化を介して一般にもトランスというジャンルを認知させた。また、2010年代以降、Nhato や Bernis、N-sKing などの日本のアーティストが、Diverse System や Unitone などのオタク層向けレーベルを通じてリリースしているほか、彼らの一部は海外レーベルからもリリースしている。
2024年現在までに、ヨーロッパのほか、アラブ圏、インド、マレーシア、南北アメリカ、オーストラリア、日本、イスラエルなどのアーティストが、主要な大手レーベルグループ（Armada Music、Black Hole Recordings、FSOE）からリリースした。

## 派生ジャンル
ハードトランス (Hard Trance)
ハードトランスは、トランスから発展・派生した。
ハードトランスが発展する中で、他のハードなダンスミュージックとの関係性が、密接になっていった。
激しいビートが特徴のトランス。
代表的なアーティスト、DJには、YOJI BIOMEHANIKA、NISH、Dark By Design、Emilio、Guyver、K90らがいる
アシッドトランス (Acid Trance)
アシッドテクノから派生した。当時テクノやハウスで定番の機材となっていたローランド製TB-303ベースシンセサイザーのうねった音でメロディーや展開を作っていたのが特徴である。代表的なアーティストはアート・オブ・トランス、ハードフロアなど。
ゴアトランス
ヒッピーの聖地、インドのゴア地方で誕生し発展したトランス・ジャンルである。 イスラム音階などの民族音階を用いたメロディに宗教をイメージさせる民族的なパーカッション・音声をサンプリングしており、有機的でエスニックな楽曲が主流となっている。クラブシーンにおいては1990年代前半から後半にかけて世界的に大きく流行したが、2000年代に入ってからはゴアトランスをフェイバリットとしていたコンポーザーの引退・レーベルの消滅が相次ぎ、残ったアーティストもここより派生したサイケデリックトランスを嗜好する傾向が強くなり、徐々にマイナージャンルへと縮小していった。一方で、ご当地インドでは民族音楽との融和性が高いことから、マサラムービーのダンスシーンで用いられるなど、文化的定着を見せている。なお、当時シーンを牽引したアーティストはイスラエル出身が多かった。代表的なアーティストはアストラル・プロジェクション、ラジャ・ラム (The Infinity Project)、Man With No Nameなど。
サイケデリックトランス
1990年代後半にゴアトランスから派生したジャンル。明確な境界や定義はないが、ゴアトランスと比べるとよりハードかつ無機質でメタリックな質感の音色が多用され、よりサイバーな印象が強くなっている。また、9.11等を受けてか、アラビア語やウルドゥー語のようなアジアのエスニックな言語ではなく英語やヘブライ語をサンプリングする傾向が強い。2000年代以降に世界各地で流行の兆しを見せ、イスラエル、イギリス、フランスを始め、オーストラリア、南アフリカ、ロシア、そして日本などのレーベルからCDがリリースされている。代表的なアーティストはジュノ・リアクター、GMS、Hallucinogen、Infected Mushroom、Shpongle、Skazi、Talamasca、Astral Projection、The Infinity Project、Kox Box、Man With No Nameなど。
ユーロトランス (Euro Trance)、ハンズアップ (Hands Up)
主にヨーロッパを中心に展開されているトランス。かなりハードなキックとベースラインなどハードコアテクノの派生とも言える要素も含まれているが、比較的音数が少なくアップテンポでメロディアスなメロディーラインが特徴と言える。
ダッチトランス (Dutch Trance)
1990年代後半に派生したユーロトランスの1ジャンル。ローランド製JP8000/8080シンセサイザーに搭載されたSuper Sawオシレーターの音色を多用した楽曲が多く、それを利用した壮大でメロディアスな楽曲が代表的である。1998年にリリースされたSystem F - Out Of The Blueで西ヨーロッパを中心に流行したが、主要なアーティストの多くがよりプログレッシブな音へシフトしたこともあり現在は下火である。なお、System Fを始めとする代表的なアーティストの多くがオランダ出身であり、オランダを中心に流行し始めたことからダッチ（Dutch：オランダの）トランスと呼ばれている。しかしスタンダードになってしまったが故に特徴を示すジャンル名としては形骸化してしまっている。代表的なアーティストはArmin van Buuren、Ferry Corsten、Rank 1、Tiëstoなど。
プログレッシブトランス (Progressive Trance)
このジャンルはテクノやハウスなど他のジャンルとクロスオーバーする傾向が強く、プログレッシブ・ハウスとの明確な線引きもないためしばしば混同して呼称される。プログレッシブ（進歩的）の名の通り、既存のカテゴリーにとらわれない実験的でジャンルレスな楽曲が多いのが特徴である。また海外ではこれらのジャンルを総称してプログレッシブダンスミュージックと呼称することもある。括る言葉はまだ生まれていないがプログレッシヴトランスというジャンル内でも2つのタイプに分かれる。1つはSasha、John Digweedらプログレッシヴハウスの延長線上にいるタイプ。もう1つはMarkus Schulzに代表されるユーロトランスと密接に連携してきたタイプで、こちらは2004年以降増えており今日の主流となっている。代表的なアーティストはSander Kleinenberg、Sasha（ハウス寄り）、Gabriel & Dresden、Markus Schulz（トランス寄り）など。
エピックトランス (Epic Trance)
1990年後期日本のクラブ誌LOUDの執筆DJらにより専ら使用され始めたのが国内での起点であり、その軌跡は当時のインディーズ版やメジャー版の出版の際のライナーノーツでも引用を確認できる。また当時SAWオシレーターの音色からシンセサイズしたピチカート音が多用され、これらもエピックトランスっぽいとされた。2000年代初頭より現在定義されているような、いわゆる日本のクラブシーンでプレイされている壮大かつ荘厳なトランスの総称として根付いた。後者は日本ではカテゴリー名としてしばしば用いられるが、海外ではどちらかというと曲の特徴（壮大・荘厳）を表現する際によく使用されている。（例：Epic、Melodic、Uplifting等）
「エピック」と呼ばれる音楽ジャンルが存在する。同じく壮大・荘厳といった曲の特徴から由来してこう呼称されているが、全く別の音楽ジャンルとして区別される。
ユーフォリックトランス (Euphoric Trance)
ドイツではジャンルとして定着している。明確な線引きはないが緩やかなBPMのもと高音域のオルガン等により清らかなメロディが構成された、癒しや恍惚、トランス本来の要素を含んでいる曲を指す。そのため日本ではヒーリングトランスとも呼ばれる。代表的なアーティストはAbove & Beyond、Kyau vs. Albert、Ronski Speed、Smith & Pledgerなど。
テックトランス (Tech Trance)
2000年頃にハードトランスのスタイルの1つとして作られ始めたが、2004年にエピックトランスを作っていたアーティストの一部がこのジャンルにシフトしたことでシーンが隆盛し、市民権を得た比較的新しいトランス。テクノの持つミニマルな展開やリズムパターンを強く意識した楽曲が多く、プログレッシブトランスと共に現在西ヨーロッパで主流ジャンルの1つとなっている。テックハウス、ハードトランス（ダンス）から転向したDJも多い。代表的なアーティストはTiësto、John Askew、Marco V、Mark Sherry、Randy Katana、Sander van Doornなど。
イビザトランス (Ibiza Trance)
スペインのリゾート地、イビサ島を中心に発信されるトランスの1カテゴリ。ゴアトランスと同時期、1990年代前半に播種されたトランステクノがレイヴパーティを主だった揺籃の地としながら進化し誕生したスタイルであり、ここからヨーロッパ各地のクラブシーンへと伝達されたトラックが後にユーロトランス等多くのスタイルを生み出すこととなった。文化性からかメロディラインを重視する向きが見られ、さらに先行していたイビザハウスと融和した結果としてピアノやボーカル、アコースティック・ギター等、ガラージュやハウスと共通した要素を少なからず持つことからバレアリックハウスと呼ばれることもある。ユーロトランス系統でしばしばみられるフーガ様式が積極的に活用されるようになったのもおおむねイビザトランスの頃からである。また、初期のトランスのいくつかの楽曲にみられる裏拍がフラメンコに代表されるスペインの民族音楽と相性がよかったからか、裏拍をフレーバーとする楽曲も散見される。代表的なアーティストはATB、Solar Stone、Fragmaなど。
ジャーマントランス (German Trance）
かつてジャーマン系DJの曲はこのように総称された。時期としては、90年代前半の曲を指す場合が殆ど。代表的なアーティストはCosmic Baby、Humate、Jam & Spoon、Paul van Dykなど。
テックダンス (Tech Dance)

2007年にYOJI BIOMEHANIKAが提唱した「トランスよりもテッキーでグルーヴィーな楽曲群」を指す。海外ではローリングテクノとも言われることもある。
※2007年よりも以前に作られた曲で、現在TechDanceにカテゴライズされる曲が存在する。
“TechDance” という言葉は、YOJI、Stering Moss、Oliver Klitzingの3人で決めて作られた。
テックダンス はハードダンスというジャンルのサブカテゴリーにあたる。
回転するようなドラムのグルーヴ感が特徴である。キックドラムは必ずしも重ねたり、被せるように鳴るのが、必須というわけではない。中には、キックドラムによらず、パーカッションにより、回転するようなグルーヴ感を出している曲もある。
一般的に知られている曲のBPMレンジは、140 -143の間である。
パーカッションに、よりディストーションが効いた、裏打ちの激しいシュランツ (Schranz) というドイツ発祥のハードテクノ（150BPM以上）の一種の影響を受けていたり、ダブステップの要素がある曲、オールドスクールレイヴ（ブレイクビート・ハードコア）の要素がある曲、ハードトランスや、ハードスタイルの要素を取り入れた曲など多様である。
代表的なアーティストはYOJI（現 YOJI BIOMEHANIKA)、REMO-CON、GEORGE-S、TOSHIO UEKI、NISH（現Ken Plus Ichiro)、Ryoji Takahashi
海外では、Aaron Olson、Andy Richmond、Ash Preston、DJ Audy（現Memory Loss)、BOOTEK (Phil York)、BRENT SADOWICK、Busho、Charlie-G、,Diablik、Fabio Stein、DJ Husband、Joe-E、Lee Mac、Neal Thomas、Oliver Klitzing(別名義でReeloop,Kaylab,Fusion808など)、ORGAN DONORS、Re-Born&Verjo、Ricky-T、Sterling Moss、Vandall、Vinylgroover(Scott Attril)など。
第二世代アーティストとして、ni-21、NIGHT LIBERATOR、OVERFLOW、SHIBEEなど。
主要レーベルは、CGI Music、die Tunes、Electric Releases、exbit trax、Harderground Recordings、Hellhouse Recordings、Metaktrax、NTR、Ominous Digital、R135 Tracks、rtrax、Tech Fu Recordings、Trancewarez Music Publishing、Tuna Tech、Virus Audio。
主なクラブ・ヒット
アーティスト: YOJI 曲名: AIRPORT、D'ont wake me from the dream、Six Hours、Surrender、Techy Techy
アーティスト: Remo-Con 曲名: Atavism、Bleep on love、Cold Front
アーティスト: George-S 曲名: Da Gear、Tube、Talkin'Talkin'
アーティスト: Reeloop(Oliver Klitzingの別名義) 曲名: F＊ckining Society
ロシアントランス (Russian Trance)
ジャンル名ではなくジャーマントランス・ダッチトランスと同意でロシア系のDJの曲の総称。日本ではあまり認識されていないが、近年のロシアのクラブシーンの隆盛は著しい。一過性の現象に終わるかと思われた2001年のPPKの登場から3年を経た2004年、Bobina、Vadim Zhukovという新星が欧州のクラブシーンへ進出した。両者共にU.K. オランダの複数のレーベルと立て続けに契約、その後多くのロシアのDJが欧州進出を果たしている。また、プログレッシヴトランスシーンの拡張も近年顕著である。
ハイテック（HI-TECH）
ハイテックは、ダークサイケデリックトランス、サイケデリックトランス、フルオンの影響を強く受けたサイケデリックトランススタイル。2005年頃にドイツのCOSMOとHIGHKOによって提唱され、以降、隆盛が著しい。極端に押し出されたシンセシスの美学によって特徴付けられる。BPMレンジは150BPMから200BPM以上までさまざまである。ハイテックは、その不規則な旋律構造のため、他の派生ジャンルにあるような一定の雰囲気の傾向を持っていない場合もある。さらに、ハイテクは一般的にすべてのサイケデリックトランススタイルの中で最も予測不可能な展開を持つ。
代表的なアーティスト:
Crazy Astronaut、Highko、Psykovsky、Kindzadza、Technicla Hitch、Arcek、Insector、Gotalienなど。
日本ではFullmoon Mondo、Junx Punx、Eikiller、DustVoxxなど。
レーベル:
Noise Poison Records、Osom Music、Alice-D Records、Kamino Records、Multidimensional Musicなど。
ハイテックフルオン (HI-TECH FULL ON）
ハイテックフルオンはサイケデリック・トランスから派生したジャンルで、一気に畳み掛けるビートが特徴。
日本のアーティストではkors kやかめりあ、lapix、siqlo、海外ではBassfacter、Blastoyz、Duo-techなどが有名。

## 主要レーベル
2015年以降のリリースがあるレーベルには、以下などが挙げられる。（サイケデリック専門のレーベルを除く。サイケデリック専門のレーベル一覧はこちら。）
- Armada Music
  - A State of Trance
  - Armind
  - Who's Afraid of 138?!
- Black Hole Recordings
  - AVA White
  - Damaged Records
  - HeavensGate
  - In Trance We Trust
  - Magic Island Elevate
  - Nocturnal Knights Music
  - Outburst Records
  - Perfecto Fluoro
  - Pure Trance NEON
  - Regenerate Records
  - Subculture
  - VII（セブン）
- Future Sound of Egypt（FSOE）
  - Clandestine
  - Fables
- Abora Recordings
- Blue Soho Recordings
- Digital Society Recordings
- High Voltage Records
- Kearnage Recordings
- Radiation Recordings
- RockRiverRecords
- State Control Records
- ZYX Trance
- Diverse System - トランス専門ではない。
- Unitone - トランス専門ではない。